# Ігнатьєвський
Ігнатьєвський (рос. Игнатьевский; адиг. Игнатьевск) — хутір Кошехабльського району Адигеї Росії. Входить до складу Ігнатьєвське сільського поселення.
Населення — 958 осіб (2015 рік).